# 张庸 (元朝)
张庸（？—1368年），名存中，元朝官员，温州人。
他性情豪爽，精通太乙数，当时世道混乱，将计策献给经略使李国凤，李国凤承制授庸福建行省员外郎，在杉关练兵。不久，赴京师进献《太乙数图》，元顺帝于是提拔他当秘书少监。皇太子爱猷识理达腊立大抚军院，命张庸团结房山，转任为同佥将作院事，又任刑部尚书，仍领团结军。诸寨降明，张庸守骆驼谷，派从事段祯向扩廓帖木儿请援，没有回信。只有张庸坚守拒战，众将溃败，张庸没有离开的想法。寨民李世杰抓住张庸出降，来见主将，张庸不屈，与段祯同被杀。